# Sokal (stacja kolejowa)
Sokal (ukr: Станція Сокаль) – stacja kolejowa w Sokalu, w obwodzie lwowskim na Ukrainie. Jest częścią Kolei Lwowskiej. Znajduje się na linii Lwów – Kowel.

## Historia
Stacja została otwarta w dniu 1884 roku wraz z linią kolejową Jarosław - Sokal. W czasach austro-węgierskich była stacją krańcową tej linii. Do 1951 leżała w Polsce. Kończyły tu wówczas bieg pociągi z głębi Polski.
Na stacji zatrzymują się pociągi Kijów - Lwów i Lwów - Kijów. Oprócz nich kursuje 6 par pociągów regionalnych (do Lwowa, Czerwonogrodu, Równego i Kowla).

## Linie kolejowe
- Sapieżanka – Kowel